# Bassoues
Bassoues (Bassoas en gascon) est une commune française située dans le sud du département du Gers, en région Occitanie. Sur le plan historique et culturel, la commune est dans le pays d'Astarac, un territoire du sud gersois très vallonné, au sol argileux, qui longe le plateau de Lannemezan.
Exposée à un climat océanique altéré, elle est drainée par l'Auzoue, la Guiroue, la Baradée et par divers autres petits cours d'eau. La commune possède un patrimoine naturel remarquable composé de deux zones naturelles d'intérêt écologique, faunistique et floristique.
Bassoues est une commune rurale qui compte 331 habitants en 2022, après avoir connu un pic de population de 1 667 habitants en 1831.  Ses habitants sont appelés les Bassouais ou  Bassouaises.
Le patrimoine architectural de la commune comprend cinq immeubles protégés au titre des monuments historiques : le donjon, classé en 1840 puis inscrit en 1944, le château, inscrit en 1943, la halle, inscrite en 2004, la Basilique Saint-Fris, inscrite en 2016, et l'église de la Nativité-Notre-Dame, inscrite en 2016.

## Géographie

### Localisation
Commune de Gascogne située dans l'Astarac à 35 km à l'ouest d'Auch. La plaine creusée par les vallées parallèles de la Baradée et de la Guiroue est barrée à l'ouest par la crête d'une colline sur laquelle la bastide est implantée.

### Communes limitrophes
Les communes limitrophes sont  Armous-et-Cau, Callian, Castelnau-d'Anglès, Gazax-et-Baccarisse, Laveraët, Mascaras, Montesquiou, Peyrusse-Grande, Pouylebon et Saint-Christaud.
| Gazax-et-Baccarisse | Peyrusse-Grande | Callian, Castelnau-d'Anglès |
| Armous-et-Cau       | Bassoues        | Montesquiou                 |
| Mascaras, Laveraët  | Saint-Christaud | Pouylebon                   |

### Géologie et relief
Bassoues se situe en zone de sismicité 2 (sismicité faible).

### Hydrographie

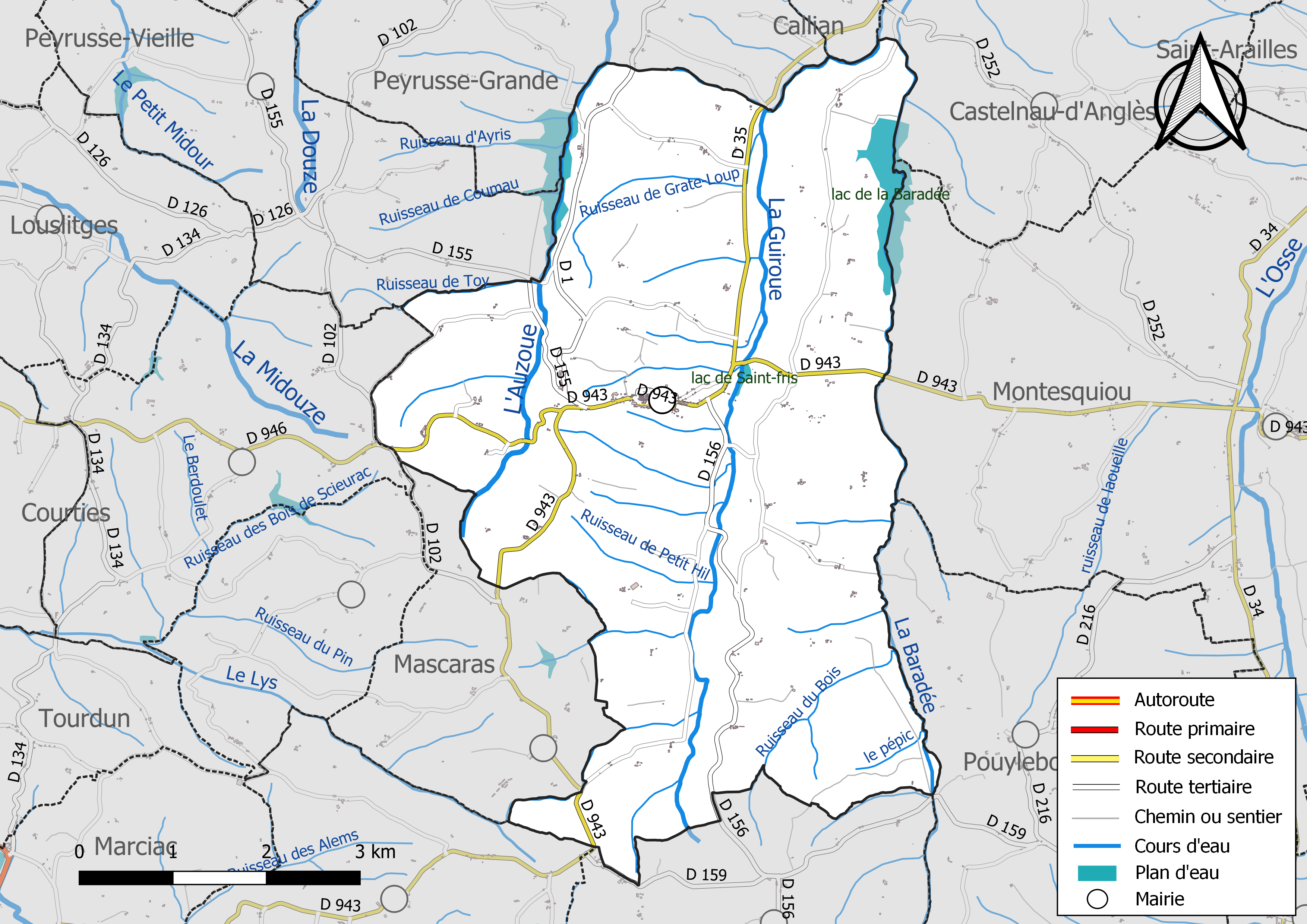
Réseaux hydrographique et routier de Bassoues.

La commune est dans le bassin de la Garonne, au sein du bassin hydrographique Adour-Garonne. Elle est drainée par l'Auzoue, la Guiroue, la Baradée, le Pépic, le ruisseau d'Ayris, le ruisseau de Coumau, le ruisseau de Grate-Loup, le ruisseau de Guillembounet, le ruisseau de Petit Hil, le ruisseau de Toy, le ruisseau du Bois et par divers petits cours d'eau, qui constituent un réseau hydrographique de 47 km de longueur totale,.
L'Auzoue, d'une longueur totale de 74,3 km, prend sa source dans la commune de Mascaras et s'écoule vers le nord. Il traverse la commune et se jette dans la Gélise à Réaup-Lisse, après avoir traversé 19 communes.
La Guiroue, d'une longueur totale de 26,3 km, prend sa source dans la commune de Saint-Christaud et s'écoule vers le nord. Elle traverse la commune et se jette dans l'Osse à Vic-Fezensac, après avoir traversé 11 communes.
La Baradée, d'une longueur totale de 12,6 km, prend sa source dans la commune de Saint-Christaud et s'écoule vers le nord. Elle traverse la commune et se jette dans la Guiroue à Castelnau-d'Anglès, après avoir traversé 6 communes.

### Climat
Pour des articles plus généraux, voir Climat de l'Occitanie et Climat du Gers.
En 2010, le climat de la commune est de type climat océanique altéré, selon une étude s'appuyant sur une série de données couvrant la période 1971-2000. En 2020, Météo-France publie une typologie des climats de la France métropolitaine dans laquelle la commune est toujours exposée à un climat océanique altéré et est dans la région climatique Aquitaine, Gascogne, caractérisée par une pluviométrie abondante au printemps, modérée en automne, un faible ensoleillement au printemps, un été chaud (19,5 °C), des vents faibles, des brouillards fréquents en automne et en hiver et des orages fréquents en été (15 à 20 jours).
Pour la période 1971-2000, la température annuelle moyenne est de 12,9 °C, avec une amplitude thermique annuelle de 15,1 °C. Le cumul annuel moyen de précipitations est de 870 mm, avec 10,7 jours de précipitations en janvier et 6,6 jours en juillet. Pour la période 1991-2020, la température moyenne annuelle observée sur la station météorologique la plus proche, située sur la commune de Peyrusse-Grande à 6 km à vol d'oiseau, est de 13,7 °C et le cumul annuel moyen de précipitations est de 835,1 mm,. Pour l'avenir, les paramètres climatiques de la commune estimés pour 2050 selon différents scénarios d'émission de gaz à effet de serre sont consultables sur un site dédié publié par Météo-France en novembre 2022.

### Milieux naturels et biodiversité

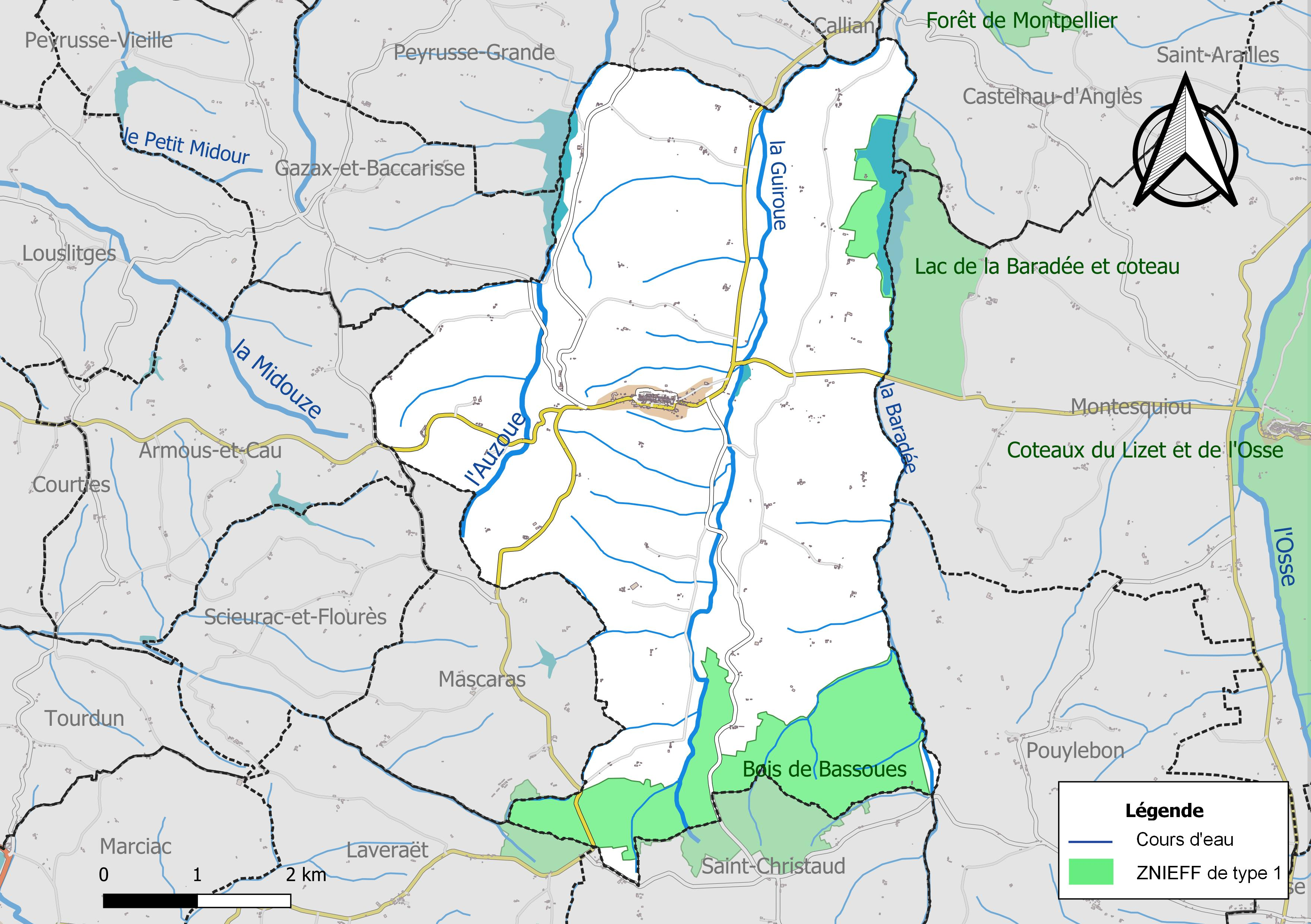
Carte des ZNIEFF de type 1 localisées sur la commune.

L’inventaire des zones naturelles d'intérêt écologique, faunistique et floristique (ZNIEFF) a pour objectif de réaliser une couverture des zones les plus intéressantes sur le plan écologique, essentiellement dans la perspective d’améliorer la connaissance du patrimoine naturel national et de fournir aux différents décideurs un outil d’aide à la prise en compte de l’environnement dans l’aménagement du territoire.
Deux ZNIEFF de type 1 sont recensées sur la commune :
le « bois de Bassoues » (522 ha), couvrant 5 communes du département, et 
le « lac de la Baradée et coteau » (258 ha), couvrant 3 communes du département.

## Urbanisme

### Typologie
Au 1er janvier 2024, Bassoues est catégorisée commune rurale à habitat très dispersé, selon la nouvelle grille communale de densité à sept niveaux définie par l'Insee en 2022.
Elle est située hors unité urbaine et hors attraction des villes,.

### Occupation des sols
L'occupation des sols de la commune, telle qu'elle ressort de la base de données européenne d’occupation biophysique des sols Corine Land Cover (CLC), est marquée par l'importance des territoires agricoles (81,8 % en 2018), en diminution par rapport à 1990 (82,9 %). La répartition détaillée en 2018 est la suivante : 
zones agricoles hétérogènes (62,6 %), forêts (16,2 %), terres arables (15,6 %), prairies (3,6 %), eaux continentales (1,1 %), zones urbanisées (0,9 %). L'évolution de l’occupation des sols de la commune et de ses infrastructures peut être observée sur les différentes représentations cartographiques du territoire : la carte de Cassini (XVIIIe siècle), la carte d'état-major (1820-1866) et les cartes ou photos aériennes de l'IGN pour la période actuelle (1950 à aujourd'hui).

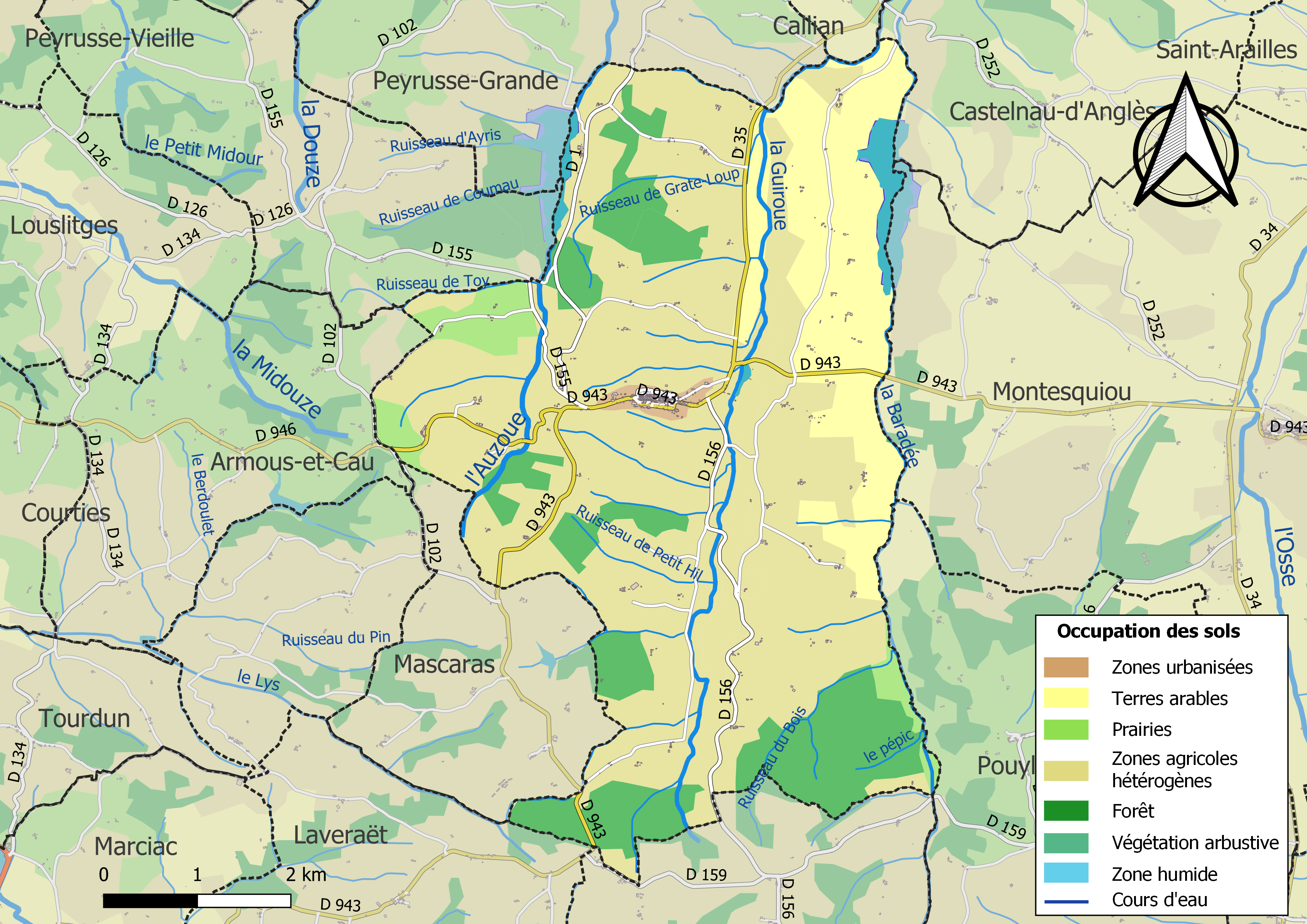
Carte des infrastructures et de l'occupation des sols de la commune en 2018 (CLC).

### Risques majeurs
Le territoire de la commune de Bassoues est vulnérable à différents aléas naturels : météorologiques (tempête, orage, neige, grand froid, canicule ou sécheresse) et séisme (sismicité faible). Un site publié par le BRGM permet d'évaluer simplement et rapidement les risques d'un bien localisé soit par son adresse soit par le numéro de sa parcelle.

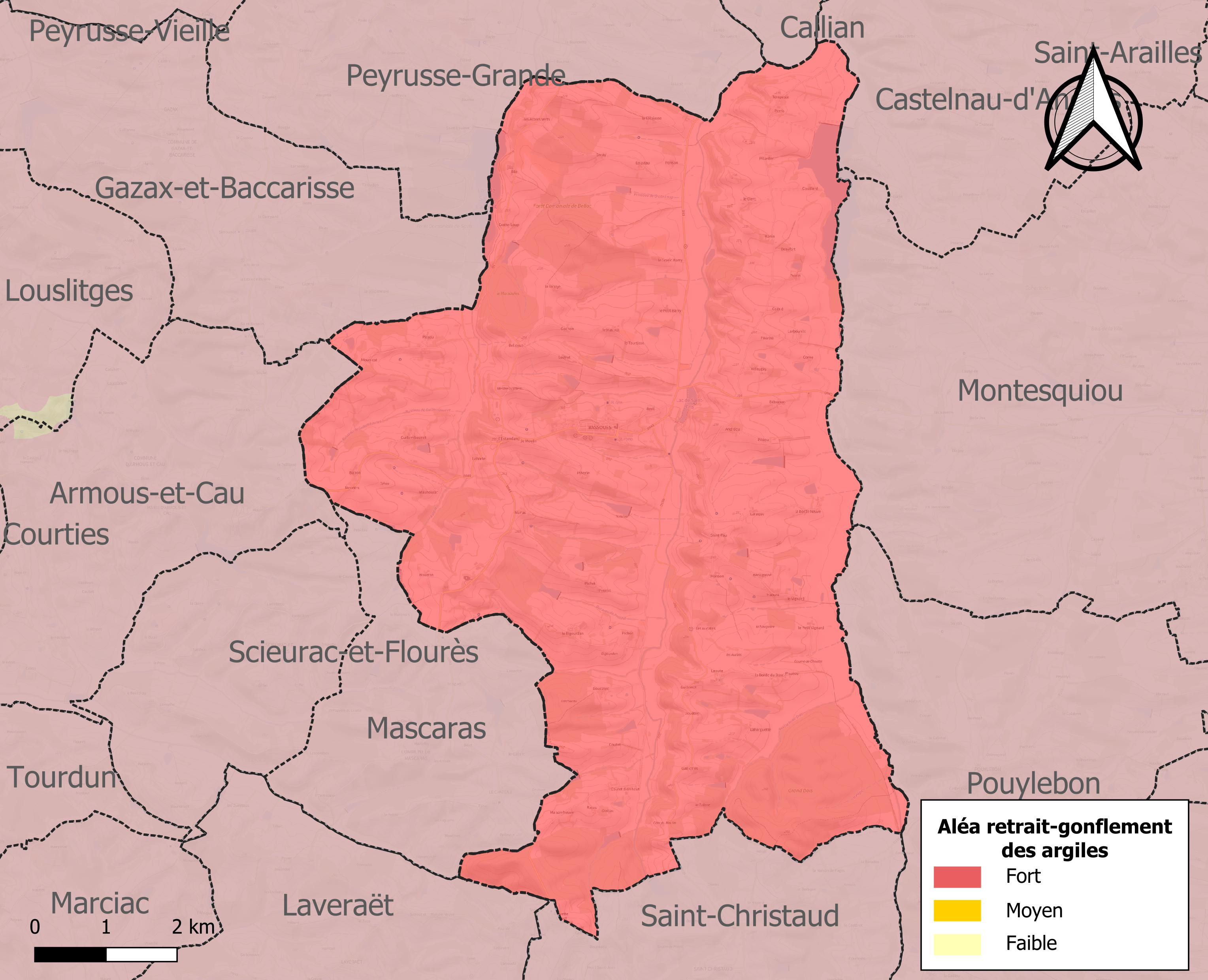
Carte des zones d'aléa retrait-gonflement des sols argileux de Bassoues.

Le retrait-gonflement des sols argileux est susceptible d'engendrer des dommages importants aux bâtiments en cas d’alternance de périodes de sécheresse et de pluie. La totalité de la commune est en aléa moyen ou fort (94,5 % au niveau départemental et 48,5 % au niveau national). Sur les 245 bâtiments dénombrés sur la commune en 2019, 245 sont en aléa moyen ou fort, soit 100 %, à comparer aux 93 % au niveau départemental et 54 % au niveau national. Une cartographie de l'exposition du territoire national au retrait gonflement des sols argileux est disponible sur le site du BRGM,.
Par ailleurs, afin de mieux appréhender le risque d’affaissement de terrain, l'inventaire national des cavités souterraines permet de localiser celles situées sur la commune.
La commune a été reconnue en état de catastrophe naturelle au titre des dommages causés par les inondations et coulées de boue survenues en 1989, 1999 et 2009. Concernant les mouvements de terrains, la commune a été reconnue en état de catastrophe naturelle au titre des dommages causés par la sécheresse en 1989, 1993 et 2011 et par des mouvements de terrain en 1999.

## Histoire
Le village de Bassoues (Bassoa) est fondé sur le sol d'une forêt antique ("basoa" signifie 'forêt' en Basque), séjour de rituels autour d'une divinité, remplacée plus tard par le dieu Mars, d'où vient le nom Marsoulés qui existe toujours dans la localité.
Le temps et la civilisation ont fait disparaître une partie des forêts primitives et le culte de saint Fris hâte la destruction de celle de Bassoues, remplacée par une ville élevée autour d'un sanctuaire, le plus vénéré de toute la contrée.
C'est au lieu-dit Moulin de l'Étendard que saint Fris, neveu de Charles Martel, plante sa bannière pour rallier les Francs.[réf. nécessaire] Écrasés par les Sarrasins sur les hauteurs du village voisin de Lupiac, ils s'opposent à nouveau aux troupes ennemies non loin de Bassoues et sortent cette fois-ci victorieux.[réf. nécessaire] La valeur guerrière et l'héroïsme de saint Fris lui valent ainsi la postérité. Mais, atteint d'une flèche mortelle, il meurt près du Pont-au-Chrétien.[réf. nécessaire] Son corps, enseveli à la hâte, est redécouvert deux cents ans plus tard, au Xe siècle, par des pâtres. Ses reliques sont placées dans un cercueil de marbre et une église est édifiée en son honneur. La renommée et les « miracles » du saint attirent de nombreux pèlerins sur la via Tolosane des chemins de Saint-Jacques-de-Compostelle.
Un "castrum" existait au début du XIe siècle. Il est cédé en 1020 à l'abbaye Saint-Michel de Pessan.
Au XIIIe siècle, Bassoues devient une bastide, fondée par les archevêques d'Auch, propriétaires des terres situées autour d'un couvent bénédictin. En 1295, un archevêque accorda des coutumes aux habitants de Bassoues.
L'archevêque Arnaud Aubert (entre 1356 et 1371), neveu du pape Innocent VI et camérier de l'Église romaine depuis 1361, a fait édifier les remparts de la ville, le château situé à l'angle nord-est avec le grand donjon. Les comptes de construction conservés dans les Archives du Vatican sont connus pour l'année 1370-1371, témoignage de la vie au XIVe siècle.
Les logis du château ont été remaniés par un archevêque d'Auch de la famille de Lévis qui a été titulaire du siège entre 1425 et 1462. Ses armoiries figurent sur le bâtiment.
L'archevêque d'Auch Henri de La Mothe-Houdancourt, archevêque entre 1666 et 1684, fit construire un nouveau bâtiment à un seul étage contre le donjon, flanqué de deux tourelles d'angle.

## Politique et administration

### Liste des maires

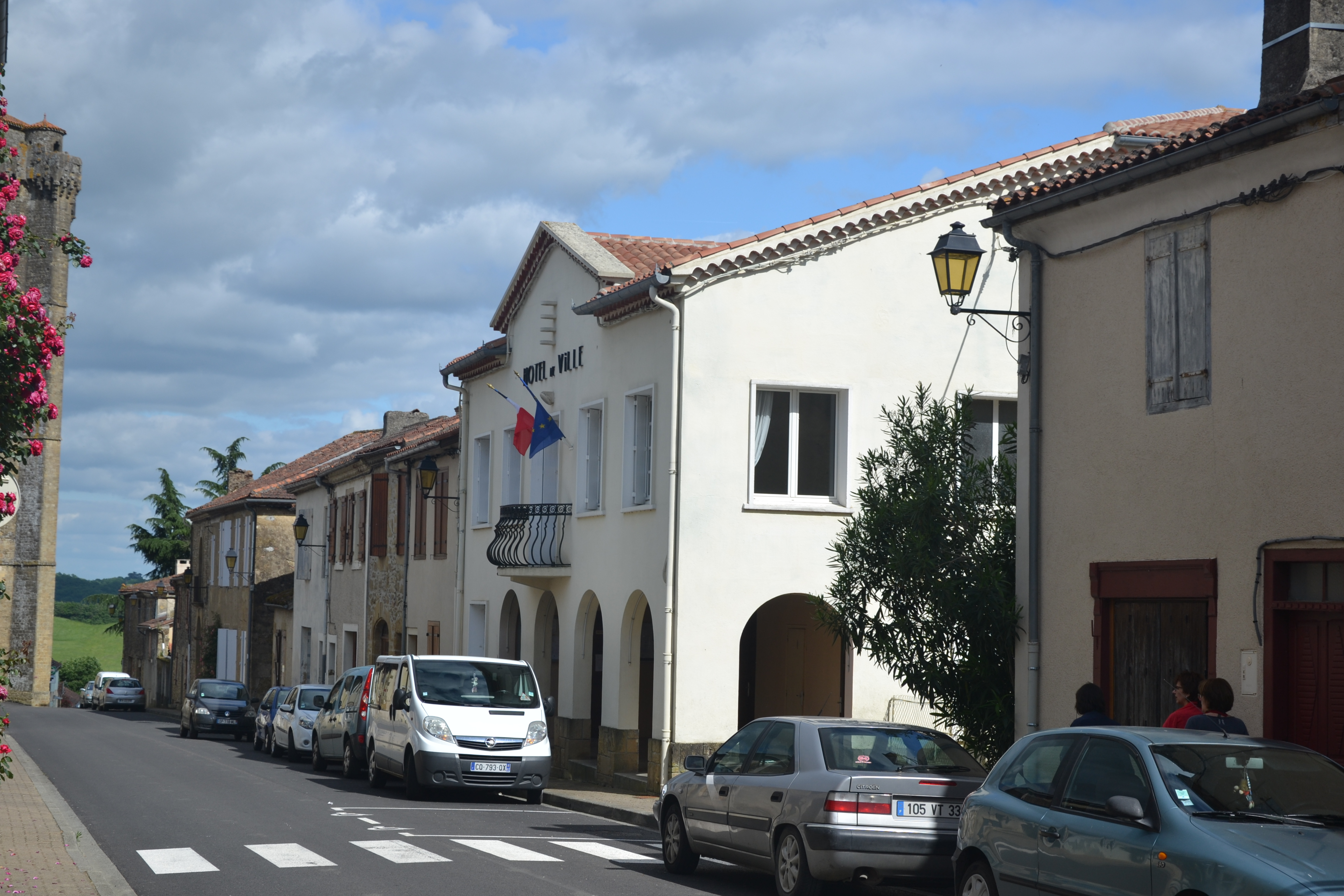
mairie de Bassoues

| Période                                  | Période  | Identité       | Étiquette | Qualité  |
| ---------------------------------------- | -------- | -------------- | --------- | -------- |
| 2001                                     | En cours | Claude Gatelet | DVD       | Retraité |
| Les données manquantes sont à compléter. |          |                |           |          |

## Population et société

### Démographie
L'évolution du nombre d'habitants est connue à travers les recensements de la population effectués dans la commune depuis 1793. Pour les communes de moins de 10 000 habitants, une enquête de recensement portant sur toute la population est réalisée tous les cinq ans, les populations de référence des années intermédiaires étant quant à elles estimées par interpolation ou extrapolation. Pour la commune, le premier recensement exhaustif entrant dans le cadre du nouveau dispositif a été réalisé en 2006.

En 2022, la commune comptait 331 habitants, en évolution de +2,8 % par rapport à 2016 (Gers : +1,04 %, France hors Mayotte : +2,11 %).
| 1793  | 1800  | 1806  | 1821  | 1831  | 1841  | 1846  | 1851  | 1856  |
| ----- | ----- | ----- | ----- | ----- | ----- | ----- | ----- | ----- |
| 1 400 | 1 497 | 1 384 | 1 615 | 1 667 | 1 583 | 1 584 | 1 591 | 1 418 |

| 1861  | 1866  | 1872  | 1876  | 1881  | 1886  | 1891  | 1896 | 1901 |
| ----- | ----- | ----- | ----- | ----- | ----- | ----- | ---- | ---- |
| 1 481 | 1 313 | 1 319 | 1 257 | 1 185 | 1 118 | 1 038 | 986  | 932  |

| 1906 | 1911 | 1921 | 1926 | 1931 | 1936 | 1946 | 1954 | 1962 |
| ---- | ---- | ---- | ---- | ---- | ---- | ---- | ---- | ---- |
| 881  | 890  | 733  | 720  | 637  | 698  | 715  | 667  | 631  |

| 1968 | 1975 | 1982 | 1990 | 1999 | 2006 | 2011 | 2016 | 2021 |
| ---- | ---- | ---- | ---- | ---- | ---- | ---- | ---- | ---- |
| 568  | 512  | 503  | 454  | 376  | 389  | 334  | 322  | 327  |

| 2022 | - | - | - | - | - | - | - | - |
| ---- | - | - | - | - | - | - | - | - |
| 331  | - | - | - | - | - | - | - | - |

### Manifestations culturelles et festivités
- Foire : 17 janvier[27] ;
- Fête patronale : Sainte Trinité[27].

## Économie

### Revenus
En 2018  (données Insee publiées en septembre 2021), la commune compte 161 ménages fiscaux, regroupant 293 personnes. La médiane du revenu disponible par unité de consommation est de 17 260 € (20 820 € dans le département).

### Emploi
|                | 2008  | 2013  | 2018  |
| -------------- | ----- | ----- | ----- |
| Commune        | 4,9 % | 4,1 % | 9 %   |
| Département    | 6,1 % | 7,5 % | 8,2 % |
| France entière | 8,3 % | 10 %  | 10 %  |

En 2018, la population âgée de 15 à 64 ans s'élève à 166 personnes, parmi lesquelles on compte 74,2 % d'actifs (65,2 % ayant un emploi et 9 % de chômeurs) et 25,8 % d'inactifs,. En  2018, le taux de chômage communal (au sens du recensement) des 15-64 ans est supérieur à celui du département, mais inférieur à celui de la France, alors qu'il était inférieur à celui du département et de la France en 2008.
La commune est hors attraction des villes,. Elle compte 90 emplois en 2018, contre 125 en 2013 et 136 en 2008. Le nombre d'actifs ayant un emploi résidant dans la commune est de 112, soit un indicateur de concentration d'emploi de 80 % et un taux d'activité parmi les 15 ans ou plus de 43,9 %.
Sur ces 112 actifs de 15 ans ou plus ayant un emploi, 60 travaillent dans la commune, soit 53 % des habitants. Pour se rendre au travail, 69,9 % des habitants utilisent un véhicule personnel ou de fonction à quatre roues, 0,9 % les transports en commun, 8,8 % s'y rendent en deux-roues, à vélo ou à pied et 20,4 % n'ont pas besoin de transport (travail au domicile).

### Activités hors agriculture

#### Secteurs d'activités
42 établissements sont implantés  à Bassoues au 31 décembre 2019. Le tableau ci-dessous en détaille le nombre par secteur d'activité et compare les ratios avec ceux du département,.
| Secteur d'activité                                                                                        | Commune | Commune | Département |
| Secteur d'activité                                                                                        | Nombre  | %       | %           |
| --- | ------- | ------- | ----------- |
| Ensemble                                                                                                  | 42      |         |             |
| Industrie manufacturière, industries extractives et autres                                                | 7       | 16,7 %  | (12,3 %)    |
| Construction                                                                                              | 5       | 11,9 %  | (14,6 %)    |
| Commerce de gros et de détail, transports, hébergement et restauration                                    | 15      | 35,7 %  | (27,7 %)    |
| Activités financières et d'assurance                                                                      | 1       | 2,4 %   | (3,5 %)     |
| Activités immobilières                                                                                    | 1       | 2,4 %   | (5,2 %)     |
| Activités spécialisées, scientifiques et techniques et activités de services administratifs et de soutien | 5       | 11,9 %  | (14,4 %)    |
| Administration publique, enseignement, santé humaine et action sociale                                    | 3       | 7,1 %   | (12,3 %)    |
| Autres activités de services                                                                              | 5       | 11,9 %  | (8,3 %)     |

Le secteur du commerce de gros et de détail, des transports, de l'hébergement et de la restauration est prépondérant sur la commune puisqu'il représente 35,7 % du nombre total d'établissements de la commune (15 sur les 42 entreprises implantées  à Bassoues), contre 27,7 % au niveau départemental.

#### Entreprises et commerces
L'entreprise ayant son siège social sur le territoire communal qui génère le plus de chiffre d'affaires en 2020 est : 
- Etablisements Louit, commerce de gros (commerce interentreprises) de céréales, de tabac non manufacturé, de semences et d'aliments pour le bétail (8 311 k€)

Commerces de proximité :
- Bar-Restaurant du Centre : situé le long de la halle, en face de l'église Sainte Marie, tenu par Mr Patrick Vivier.
- Tabac-Presse-Restaurant L'inattendu, situé entre la halle et l'école.
- Épicerie : tenue par Dany et Georges Barrès, en face de l'école.
- Salon de coiffure, situé en face du tabac.

### Agriculture
La commune est dans le « Haut-Armagnac », une petite région agricole occupant le centre du département du Gers. En 2020, l'orientation technico-économique de l'agriculture  sur la commune est la polyculture et/ou le polyélevage.
|               | 1988  | 2000  | 2010  | 2020  |
| ------------- | ----- | ----- | ----- | ----- |
| Exploitations | 50    | 46    | 33    | 30    |
| SAU (ha)      | 2 406 | 2 301 | 2 118 | 2 415 |

Le nombre d'exploitations agricoles en activité et ayant leur siège dans la commune est passé de 50 lors du recensement agricole de 1988  à 46 en 2000 puis à 33 en 2010 et enfin à 30 en 2020, soit une baisse de 40 % en 32 ans. Le même mouvement est observé à l'échelle du département qui a perdu pendant cette période 51 % de ses exploitations,. La surface agricole utilisée sur la commune a quant à elle augmenté, passant de 2 406 ha en 1988 à 2 415 ha en 2020. Parallèlement la surface agricole utilisée moyenne par exploitation a augmenté, passant de 48 à 81 ha.

## Culture locale et patrimoine

### Lieux et monuments

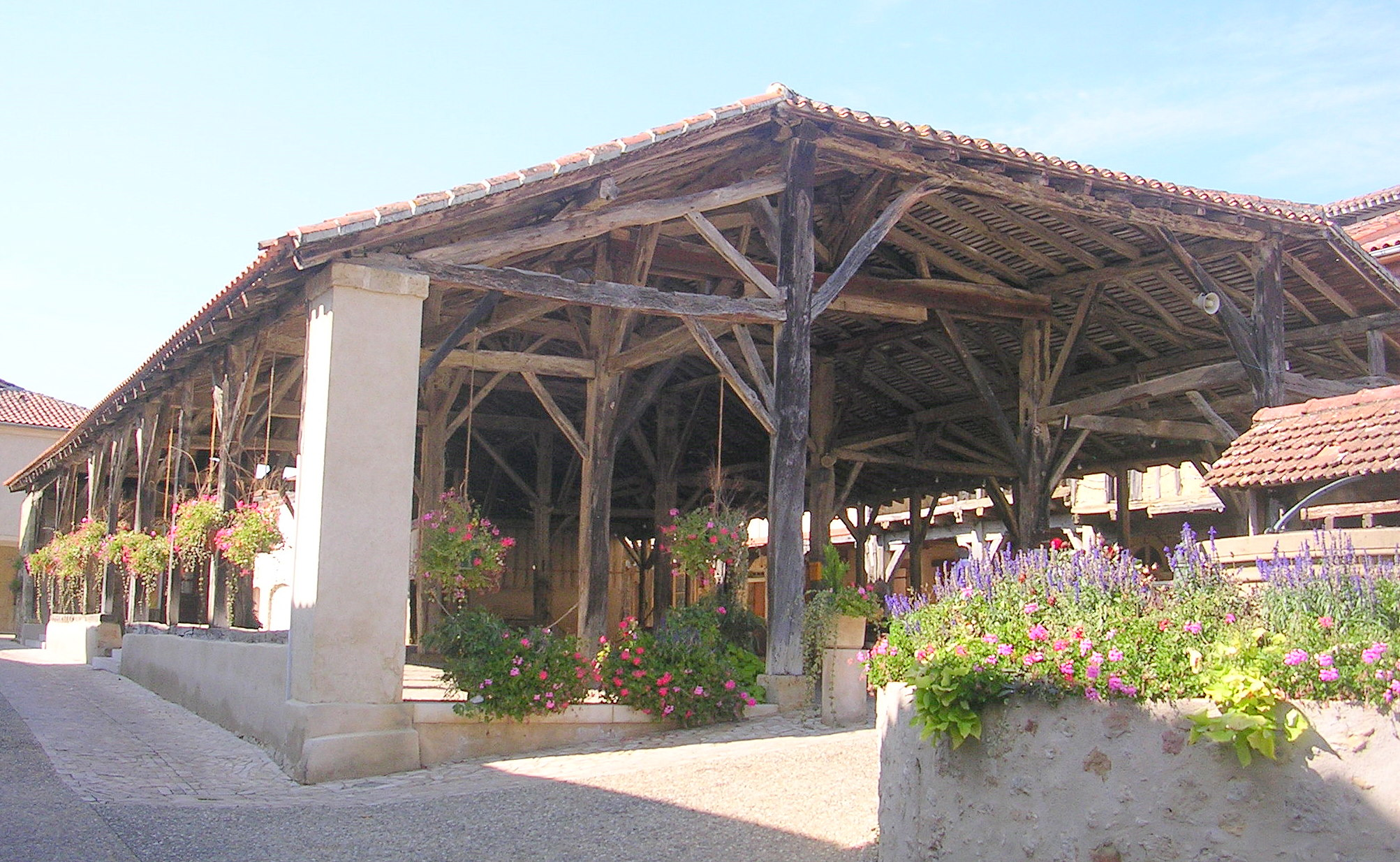
Une halle du village.

La halle, l'église Sainte-Marie, les vieilles maisons à colombages, la basilique Saint-Fris et le donjon sont les vestiges d'un passé vieux de six cents ans.

#### Donjon et château
Un donjon, à 5 niveaux du XIVe siècle (hauteur de 43 mètres), a été élevé vers 1370 par Arnaud Aubert, neveu du pape Innocent VI. Dans les comptes de 1370-1371 sont notés comme maîtres d'œuvre le tailleur de pierre (latomus) Pierre Joc et le charpentier Étienne de Pradères. Les comptes semblent montrer que le donjon était pratiquement terminé à la mort d'Arnaud Aubert. Son aspect massif est accentué par la présence aux quatre angles d'épais contreforts couronnés par une ceinture de mâchicoulis.

Les restes du château des Archevêques du XVIe siècle/ XVIIe siècle, avec ses tours rondes à mi-hauteur et ses fenêtres à vitraux, tempèrent l'aspect un peu lourd du gros donjon qui le surplombe. Le château faisait partie des constructions entreprises par Arnaud Aubert, mais ses ordres précisaient que le château ancien devait être englobé dans les nouvelles constructions. Il en reste les murs extérieurs, le portail du sud, le puits. Mais ses successeurs ont modifié le château. Au XVIIe siècle le château était en ruine quand l'archevêque d'Auch, Mgr de Lamothe-Houdancourt décida de le relever. Il a augmenté la construction d'un grand corps de maison entre les deux tours du côté du levant.

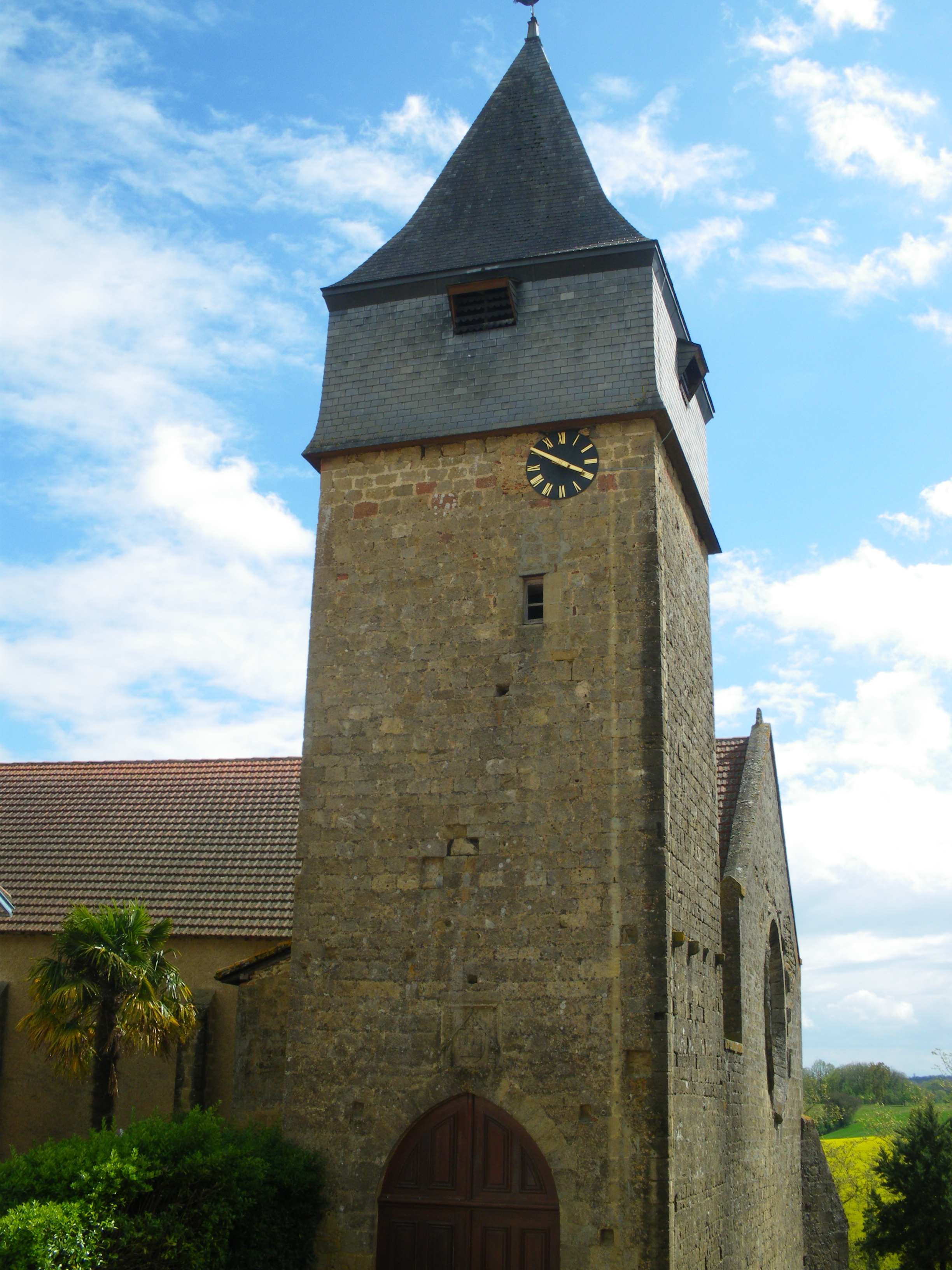
Église Sainte-Marie.

#### Halle
Passé le donjon, la rue principale s'engouffre sous une longue halle, bordée par un alignement de couverts à colombages s'appuyant sur des piliers de bois. De l'autre côté, l'espace plus ouvert laisse la place à un puits monumental, juste devant l'église Sainte-Marie, légèrement en contrebas.

#### Église de la Nativité-Notre-Dame
L'église de la Nativité-Notre-Dame ou de Sainte-Marie date du XVe siècle mais a été remaniée au XIXe siècle. Son clocher du XVIe siècle est de la même pierre brune que le château. Quelques marches dévalent vers le porche d'entrée orné d'un blason et d'un bénitier sculpté du XVe siècle. Entièrement polychrome, l'intérieur conserve une chaire en pierre sculptée du XVe siècle, un grand tableau représentant saint Fris bataillant contre les Sarrasins, une pietà et plusieurs statues en bois doré.

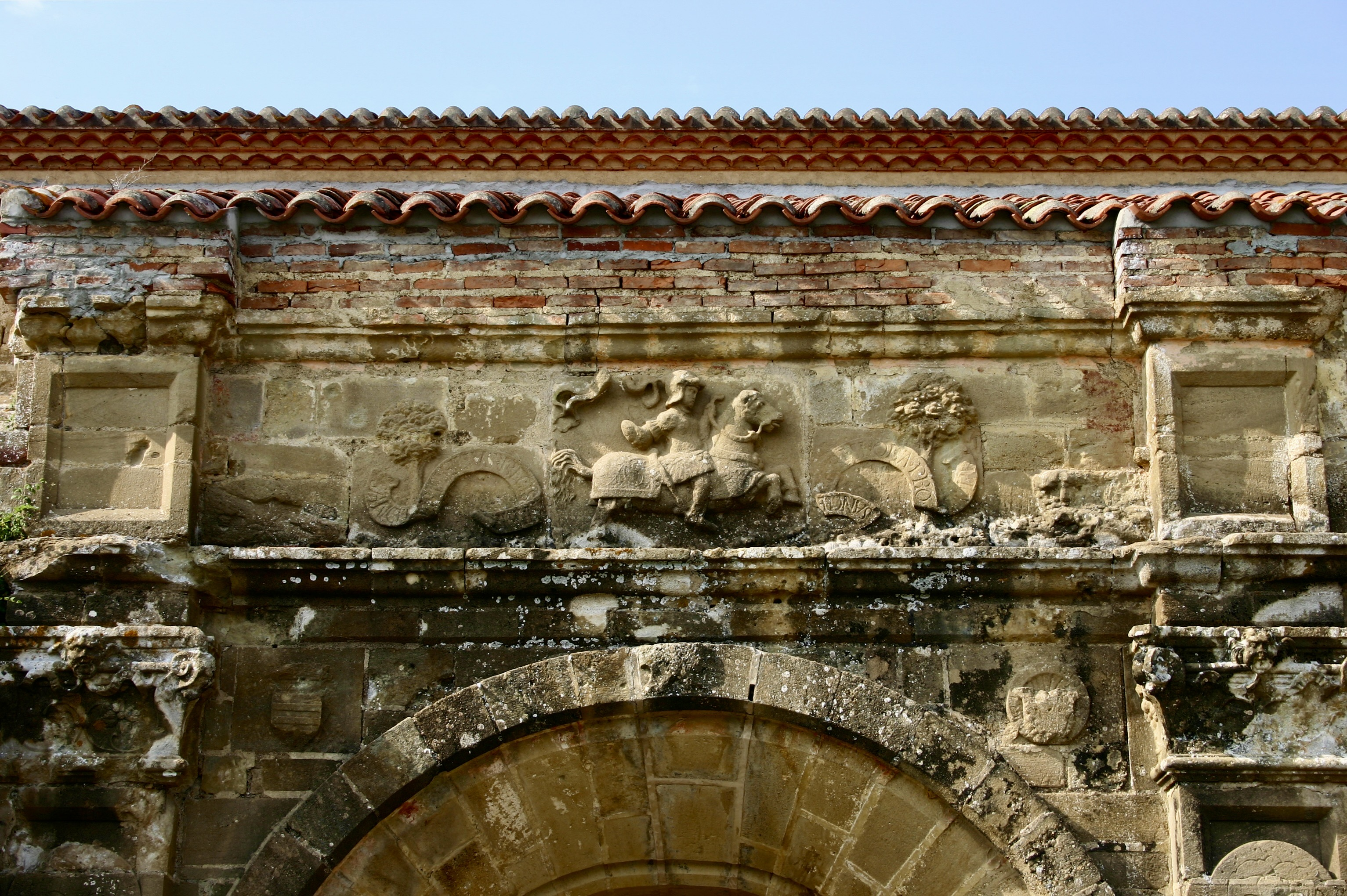
Détail de la basilique Saint-Fris.

#### Basilique Saint-Fris
La Basilique Saint-Fris est plus ancienne encore (XIe siècle). Simple église à l'origine, elle fut embellie et agrandie par l'archevêque d'Auch en 1520, qui la dota, entre autres, de ses portes Renaissance. La basilique possède un curieux plan : au bout de la nef centrale, un escalier mène à une crypte où se trouve le sarcophage de saint Fris. À l'extrémité de chaque collatérale, un escalier double monte vers une chapelle supérieure.

### Personnalités liées à la commune
- Arnaud Aubert (?-1371) : archevêque d'Auch responsable de la construction du donjon de Bassoues ;
- Joseph Marie Tennet de Laubadère (1745-1809) : général de division de la Révolution française né à Bassoues ;
- Germain Félix Tennet de Laubadère (1749-1799) :  général de division de la Révolution française né à Bassoues et frère du précédent.

### Héraldique
| Blason de Bassoues | Blason  | De gueules au chevron d'argent accompagné en chef à dextre d'un chêne d'or et à senestre du donjon du lieu du même, et en pointe d'un cavalier armé d'or, auréolé d'argent, représentant saint Fris. |
| Blason de Bassoues | Détails | Création des écoliers de Bassoues avec l'aide de l'association "Histoire de Transmettre". Adopté le 30 novembre 2018.                                                                                |